# Cycas dharmrajii
Cycas dharmrajii — вид саговників, ендемік Андаманських островів.